# 박세욱
박세욱(1987년 6월 8일 ~)은 대한민국의 뮤지컬 배우, 가수다.

## 학력
- 단국대학교 연기과

## 방송
- 보이스트롯 (2020) - 우승
- 희망의 보이스 (2020)
- 인생앨범-예스터데이 (2020)
- 트롯파이터 (2020)
- 미스터트롯2 - 새로운 전설의 시작 (2022) - Top40(26위)

## 경력
- 안양시 홍보대사 (2020)
- 함께하는 사랑밭 홍보대사 (2020)
- 해피기버 홍보대사 (2020)
- 강원뮤직스타선발대회 전문위원 (2020)

## 수상
- 전국청소년대중예술경연대회 개인연기부문 1위 (2005)